# Let there be music (single)
Let there be music is een single van Orleans. Het is afkomstig van hun album Let there be music. Dit lied werd in eerste instantie door ABC Records als niet hitgevoelig afgedaan. Toen het opnieuw werd opgenomen en uitgebracht haalde het in mei 1975 de 55e plaats van de Billboard Hot 100.
Detail is dat het nummer is geschreven door Larry Hoppen en Johanna Hall, de meeste Orleansliedjes waren afkomstig van John Hall en zijn vrouw.
Orleans is nooit doorgebroken buiten de Verenigde Staten.